# Burmester Werft
Burmester Werft — судостроительная компания Германии.
Штаб-квартира находилась в немецком городе Бремен. Во время Второй Мировой войны верфь была важным производителем яхт и кораблей в городе Бремен с двумя филиалами в городе Свиноуйсьце (Оссвин) для крупномасштабного производства катеров и военных катеров.

## История
Верфь Burmester была основана в 1920 году Эрнстом Бурместером (1893—1965) в Бремен-Бурге. В связи с повышенным спросом на яхты в 1920-х годах компания — с 1925 года Yacht- und Bootswerft Burmester GmbH — значительно выросла. В 1935 году после ликвидации этой компании Ernst Burmester стал единственным владельцем судостроительной верфи.
В 1930-х годах верфь в основном строила спасательные шлюпки и небольшие судна, такие как тральщики и морские круизные яхты для германской Кригсмарине. В 1941 году в Свинемюнде (Оствине) были открыты две верфи для военного производства: верфь для яхт и лодок Burmester Räumbootswerft и Ernst Burmester Schiffswerft KG для строительства катеров типа KFK. Во время Второй мировой войны для военного производства на верфи Burmester обычно использовался труд голландских, французских и польских невольных рабочих.
После войны верфи в Бремене и Травемюнде начали ремонтно-очистные работы. Около 200 сотрудников в период с 1945 по 1948 годы построили в Бремен-Бурге десять рыболовных траулеров так называемой серии «Норд» с корпусами, как у военных катеров KFK. После этого восемь бывших военных катеров KFK были переоборудованы в рыболовные. С 1948 года верфь начала строить яхты и моторные лодки различного назначения. Корабли ВМФ также были перестроены и частично экспортированы.
Основным направлением деятельности верфи оставалось строительство частных парусных и моторных яхт, особенно «крейсерских яхт международного класса», как это было до войны. Известными становятся яхты верфи для «мира богатых».
Самым мощным кораблём, когда-либо построенным на верфи Burmester, являлся прототипом нового типа океанских тральщиков ВМФ Германии — «Walther von Ledebur» 1966 года, который после реконструкции 1995 года использовался как тральщик «Mühlhausen» (M 1052). До вывода из эксплуатации в 2007 году, с длиной 63 метра, был самым большим в мире военным кораблём с деревянным корпусом, изготовленным из склеенного бруса.
К 1959 году количество сотрудников верфи увеличилось до 750; затем к началу 1970 года оно упало до 220. В 1965 году, после смерти Эрнста Бурместера, его зять, гамбургский предприниматель и яхтсмен Ханса-Отто Шуман, становится владельцем верфи. Начиная с 1971 года верфь несёт значительные убытки. В 1979 году верфь Burmester переходит в управление верфи Lürssen в Бремен-Вегезаке. В 1994 году на территории верфи в Бремен-Бурге была основана Yachtwerft Meyer GmbH.